# Taísia Afónina
Taísia Kirílovna Afónina (transliteración del ruso: Таисия Кирилловна Афонина, 13 de mayo de 1913, Mykolaiv, Imperio Ruso (hoy en Ucrania) — 19 de abril de 1994, San Petersburgo, Rusia) fue una artista soviética, miembro de la Unión de Artistas de Leningrado, fue una de las representantes de la Escuela de Pintura de Leningrado.

## Biografía
Taísia nació el 13 de mayo de 1913 en Nikolaev, Imperio Ruso. Estudió en el Instituto Repin (1936-1946). Sus maestros fueron Mijaíl Bernshtein, Víktor Oréshnikov, Pável Naúmov, Ígor Grabar.
Realizó exposiciones desde 1940. Pintó mayormente retratos, paisajes, naturalezas muertas, escenas de género. Trabajó en la pintura al óleo y acuarelas, y era reconocida como una maestra en el paisaje y la pintura de naturalezas muertas. Fue miembro de la Unión de Artistas de Leningrado desde 1946.
En los primeros años después de la graduación a Taísia Afónina le atrajeron temas militares y el renacimiento del patetismo. Más tarde, en 1950-1960, trabajó más en los temas del retrato y el paisaje lírico. En 1950 visitó Ucrania, los Cárpatos, donde pintó una gran cantidad de estudios cotidianos. En sus obras se aprecia el método típico de la pintura tonal, el interés para efectuar la transferencia de las luces y el aire junto con sutiles relaciones coloristas.
Entre sus obras más famosas "Transportador de fundición" (1947), "Retrato de Kizilshtein-Mijáilova" (1955), "Día de los Vientos" (1956), "Cerca de Riazán" (1958), "Una primavera", "Una Noche Celeste", "Después de la lluvia", "En el viejo puente Tuchkov" (todos 1959), "En el río Zhdánovka en Leningrado" (1960), "Un estudiante chino" (1961), "Naturaleza muerta con sauce", "Retrato de la poeta Olga Bergholz", "Marinka", "Briar" (todos 1964), "Retrato A. Grebenuk", "Retrato de la entomóloga S. Keléynikova" (ambas de 1975), "Retrato de una mujer coreana Tamara" (1977), "Retrato del escritor Nikolái Tíjonov" (1980), y otros.
Taísia Afónina murió el 19 de abril de 1994 en San Petersburgo. Su obras se conservan en el Museo Ruso, y otros museos y colecciones privadas en Rusia, Estados Unidos, Francia, Italia, Bélgica, Inglaterra, Japón, y otros países.